# トーベ・アレクサンダーソン
トーベ・アレクサンダーソン（Tove Alexandersson、1992年9月7日 - ）はスウェーデンのオリエンテーリング選手。フット・オリエンテーリングのみならず、スキーオリエンテーリングの選手としても活躍している。ダーラナ県ボーレンゲ在住。

## 実績

### フットオリエンテーリング

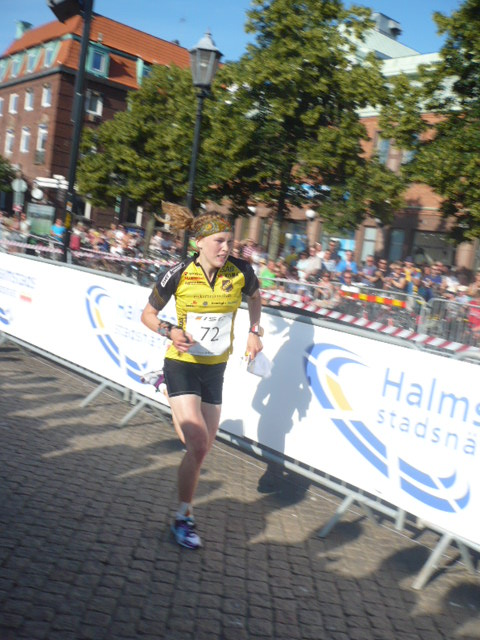
O-Ringen2012にて

世界大会の舞台に姿を現したのは2009年、イタリアで開催されたジュニア世界選手権（JWOC）に出場し、ミドル種目で優勝を果たす。JWOCではその後も2010年のデンマーク、2011年のポーランド、そして2012年のスロバキア大会に出場し、合計で金メダル5枚、銀メダル2枚、銅メダル1枚を獲得するという素晴らしい実績を残している。
またシニア代表としては2011年より活躍をはじめ、スイスで開かれたワールドカップ第9戦ポストファイナンススプリントでは、女王シモーネ・ニグリ＝ルーダーをシモーネの地元で破り優勝するという快挙も達成した。活躍はそれにとどまらず、O-Ringenのシニアクラスにおいて史上最年少優勝を果たし、さらには世界選手権（WOC）のリレー種目でヘレナ・ヤンソンやアニカ・ビルスタムらとともに銅メダルを獲得すると、翌2012年にはWOCの個人種目でも入賞、銀メダルを獲得する。2013年にはWOCの個人2種目で銀メダル獲得、ワールドカップでも2戦勝利、10月当初は総合成績でリードしていたものの、シモーネ・ニグリ＝ルーダーが地元スイスで開催された最終ラウンドで勝利、大逆転の末優勝し、アレクサンダーソンは2位に転落してしまった。なおルーダーはそのレースをもって代表引退を表明した。
2013年10月20日現在、IOFによる世界ランキングは2位となっている。
2014年、WOCではやはり優勝できず、ロング競技とスプリント競技では1歩及ばず準優勝、ミドル競技とリレー競技では3位となった。一方で年間を通してコンスタントに実力を発揮し、ワールドカップでは総合優勝を果たした。

### スキーオリエンテーリング
上述の通り、フットオリエンテーリングにおいて目覚ましい活躍を見せているが、スキーオリエンテーリングに関しても世界トップレベルの実力を有している。ジュニア世界選手権では金メダル5枚のほか、銀メダル3枚、銅メダル1枚というフットを上回る実績を残しており、ワールドカップでも2011-2012シーズンに総合2位、また2011年にスウェーデンで開催された世界選手権ではスプリント種目で金メダルを獲得する快挙を達成している。